# Catherine Chidgey
Catherine Chidgey (Auckland, 8 aprile 1970) è una scrittrice neozelandese.

## Biografia
Nata a Auckland nel 1970, vive a Ngāruawāhia con il marito Alan Bekhuis e la figlia Alice, concepita da madre surrogata.
Nel 1998 ha esordito nella narrativa con il romanzo In a Fishbone Church grazie al quale ha ottenuto un Betty Trask Award.
Laureata in letteratura tedesca, scrittura creativa e psicologia, insegna all'Università del Waikato.

## Opere principali

### Romanzi
- In a Fishbone Church (1998)
- Golden Deeds (2000)
- The Transformation (2003)
- Il figlio perfetto (The Wish Child, 2017), Vedano al Lambro, Paginauno, 2019 traduzione di Alessandra Patriarca ISBN 978-88-99699-40-6.
- The Beat of the Pendulum (2018)
- Vicinanza distante (Remote Sympathy), Roma, edizioni E/O, 2021 traduzione di Silvia Castoldi ISBN 978-88-335-7366-3.

## Premi e riconoscimenti
- Ockham New Zealand Book Awards: 1998 vincitrice nella categoria "Miglior opera prima" con In a Fishbone Church; 2017 vincitrice nella categoria "Fiction" con Il figlio perfetto[7]
- Betty Trask Award: 1999 vincitrice con In a Fishbone Church